# Afronatrix anoscopus
Genre
Espèce
Synonymes
- Tropidonotus anoscopus Cope, 1861
- Natrix firestonei Taylor & Weyer, 1958

Statut de conservation UICN

 LC  : Préoccupation mineure
Afronatrix anoscopus, unique représentant du genre Afronatrix, est une espèce de serpents de la famille des Natricidae. Communément, il est parfois appelé Couleuvre marron des ruisseaux. 

## Description
La tête est moyenne, ovale et distincte du cou. L'œil est moyen avec une pupille ronde. Le corps est cylindrique et la queue moyenne. La taille maximale est de 75 cm mais les adultes mesurent en moyenne 40 cm de long. Le dos est brun rougeâtre avec des taches sombres sur les flancs et qui s'estompent avec l'âge. Le ventre est jaunâtre ou orange, avec quelques petites taches noires. C'est une espèce aquatique active le jour, se nourrissant essentiellement de poissons et accessoirement de batraciens. Non venimeuse, elle n'est pas dangereuse pour l'Homme.

## Répartition
Cette espèce se rencontre :
- dans le Sud du Sénégal ;
- en Guinée ;
- au Sierra Leone ;
- au Liberia ;
- en Côte d'Ivoire ;
- dans le Sud-Ouest du Burkina Faso ;

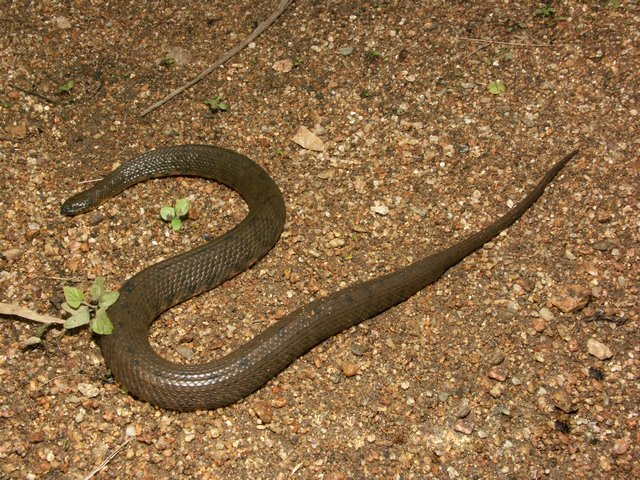
Afronatrix anoscopus

- au Ghana ;
- au Togo ;
- au Bénin ;
- au Nigeria ;
- au Cameroun.

## Publications originales
- Cope, 1861 : Contributions to the ophiology of Lower California, Mexico and Central America. Proceedings of the Academy of Natural Sciences of Philadelphia, vol. 13, p. 292-306 (texte intégral).
- Rossman & Eberle, 1977 : Partition of the genus Natrix, with preliminary observations on evolutionary trends in natricine snakes. Herpetologica, vol. 33, no 1, p. 34-43.